# Semipermeabelt membran

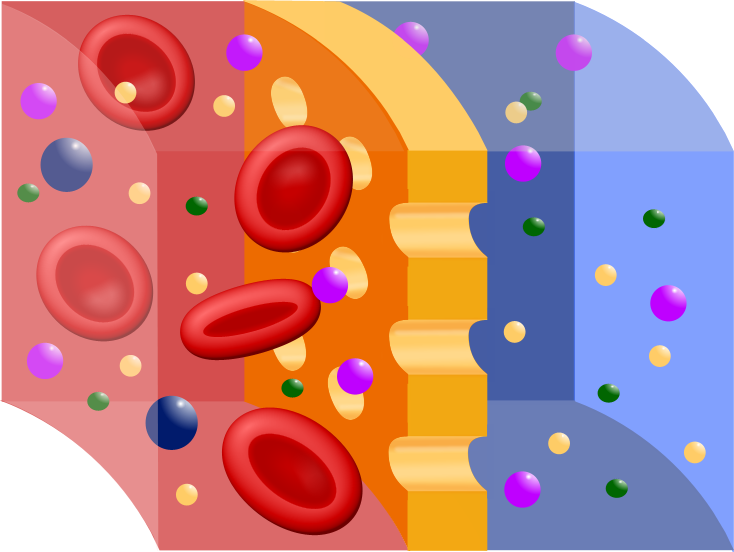
Schematisk skiss av ett semipermeabelt membran under en hemodialysbehandling. Skissen visar hur små partiklar kan passera från blod (rött) genom ett semipermeabelt membran (gult) över till dialysvätska (blått), men hur exempelvis blodplättar inte kan det, på grund av sin storlek eller kemiska sammansättning.

Ett semipermeabelt membran (halvgenomsläppligt membran) är en hinna som är genomträngbar för vatten, men inte för större molekyler som är lösta i vätskan. Vissa semipermeabla membran släpper igenom mindre joner, medan andra inte gör det. Att ett membran är semipermeabelt gör att fenomenet osmos kan fungera.
Ett exempel på semipermeabla membran är de fosfolipider som utgör en viktig del i organismers cellmembran. 